# Noord-Atlantische luchtroute (Tweede Wereldoorlog)

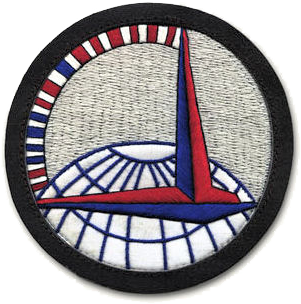
Lucht transportcommando embleem

De Noord-Atlantische luchtroute (ook wel bekend als de Sneeuwbalroute) is onderdeel van Operatie Bolero en was een route die werd gebruikt om gevechts- en andere vliegtuigen van Amerika naar Europa te transporteren tijdens de Tweede Wereldoorlog.
De vliegtuigen reisden door een keten van geheime luchtbases in Newfoundland, Groenland en IJsland bekend als de Sneeuwbalroute. Tijdens de gevaarlijke vluchten zijn verscheidene vliegtuigen neergestort vanwege slechte weersomstandigheden. Piloten noemde het stuk dat zij vlogen boven Groenland gekscherend de Groenlandse Bermudadriehoek.

## Overzicht
Tussen 1942 en 1943 vlogen ongeveer 366 zware bommenwerpers, 150 middelgrote bommenwerpers, 183 P-38-gevechtsvliegtuigen en hetzelfde aantal transportvliegtuigen de route. In 1943 vlogen meer dan 900 vliegtuigen van alle soorten de route. Omdat veel bemanningsleden niet waren opgeleid voor het vliegen in extreme weersomstandigheden zijn een aantal vluchten neergestort.
De vliegtuigen inclusief bemanning waren onderdeel van de grootschalige luchtoperaties boven Europa en Afrika. Zij vlogen de in Amerika geproduceerde vliegtuigen over de Atlantische Oceaan naar het Verenigd Koninkrijk.
Hoewel er in de jaren dertig veel luchtroute-onderzoeken van de Noord-Atlantische Oceaan waren uitgevoerd, werd de civiele trans-Atlantische luchtdienst bij het uitbreken van de Tweede Wereldoorlog in Europa net een realiteit. Ze werd al snel opgeschort ten gunste van militaire activiteiten. Door de toenemende behoefte voor Groot-Brittannië en Frankrijk om militaire vliegtuigen in de Verenigde Staten te verkrijgen, herleefde de belangstelling voor tussenliggende vliegvelden langs de "opstap" van de Noord-Atlantische Oceaan. Hoewel er luchthavens waren in Newfoundland en Groot-Brittannië en een vliegveld werd gebouwd in Reykjavik, IJsland in 1940, was de enige praktische manier om korteafstandsvliegtuigen naar Europa te krijgen per vrachtschip.
In 1941 begonnen de Verenigde Staten met het bouwen (in samenwerking met geallieerde partnerlanden) van luchtmachtbasissen in IJsland en Groenland. Ondertussen bouwde Canada aan een basis in Labrador. Nog voor de gehele route klaar was, begon de VS met het vliegen tussen Noord-Amerika en Europa.
De winter van 1942-43 zorgde voor grote problemen langs de hele Noord-Atlantische route. Een ongevalspercentage van 2,9 procent in september steeg tot 5,8 procent in oktober en bleef stijgen. Op 22 november schortte ATC het vervoer van passagiers over de Noord-Atlantische Oceaan voor de duur van de winter op.
De gevaarlijke vliegomstandigheden kwamen voor in de zone waar piloten moesten schakelen tussen de Amerikaanse vliegprocedure en de Britse, zodra zij Brits luchtruim binnen vlogen. Reeds toen het tweede deel van de operatie bijna voltooid was, kwam men in december 1942 tot een vergelijk, waarbij er een Europese luchtleiding werd opgezet onder leiding van kolonel Paul E. Burrows. In februari 1943 werd zijn hoofdkwartier in Londen geopend.
Uiteindelijk is 4,12% van alle vliegtuigen die de route zouden vliegen nooit aangekomen.